# Gypsophila calcicola
Gypsophila calcicola (турдинула таїландська) — вид горобцеподібних птахів родини Pellorneidae. Ендемік Таїланду. Раніше вважався підвидом темної турдинули, однак був визнаний окремим видом у 2020 році.

## Поширення і екологія
Таїландські турдинули є ендеміками вапнякових пагорбів центрального Таїланду. Вони живуть у вологих тропічних лісах.